# Karl Groß (Verwaltungsbeamter, 1812)
Karl August Friedrich Groß (* 19. Oktober 1812 in Zierenberg; † 3. Februar 1892 in Eschwege) war ein deutscher Jurist und Landrat. 

## Leben
Karl August Friedrich Groß wurde als Sohn des Notars Jakob Groß und dessen Ehefrau Dorothea Elisabeth Gundlach geboren und absolvierte ein Studium der Rechtswissenschaften an der Philipps-Universität Marburg. Nach dem juristischen Staatsexamen, das er am 30. Januar 1835 mit der Note mündlich „gut“/schriftlich „sehr gut“ bestand, kam er als Referendar zum Oberlandesgericht Kassel. Im Juni 1837 wurde er mit der kommissarischen Verwaltung der Stelle des Kreissekretärs beim Landkreis Melsungen beauftragt. Dort war er bis Mai 1845 als planmäßiger Sekretär tätig, als er zur Landeskreditkassendirektion in Kassel wechselte. 
Im Dezember 1847 kam er zum Landkreis Eschwege und nahm dort Verwaltungsaufgaben wahr, bis er im April 1851 Landrat des Landkreises Rotenburg wurde. Bevor Groß am 14. August 1861 zum Landrat des Kreises Eschwege ernannt wurde, war er von 1855 an Landrat des Landkreises Ziegenhain.
Nach der Annexion des Landes Hessen durch Preußen wurde er im März 1868 Königlich Preußischer Landrat.
In diesem Amt blieb er bis zu seiner Versetzung in den Ruhestand zum Jahresbeginn 1886.